# Аояма Дзюн
Дзюн Аояма (яп. 青山 隼; нар. 3 січня 1988, Сендай) — японський футболіст, що грав на позиції півзахисника.
Виступав, зокрема, за клуб «Токусіма Вортіс», а також молодіжну збірну Японії.

## Клубна кар'єра
У дорослому футболі дебютував 2006 року виступами за команду клубу «Нагоя Грампус», в якій провів два сезони, взявши участь у 2 матчах чемпіонату.
Згодом з 2008 по 2011 рік грав у складі команд клубів «Сересо Осака», «Токусіма Вортіс» та «Урава Ред Даймондс».
2012 року повернувся до клубу «Токусіма Вортіс», за який відіграв чотири сезони. Завершив професійну кар'єру футболіста виступами за команду «Токусіма Вортіс» у 2015 році.

## Виступи за збірну
Протягом 2005—2007 років залучався до складу молодіжної збірної Японії. У її складі був учасником молодіжного чемпіонату світу 2007 року. На молодіжному рівні зіграв у 9 офіційних матчах, забив 1 гол.